# Guadalajara Challenger II
Il Guadalajara Challenger II, noto come Copa Ericsson Mexico per motivi di sponsorizzazione, è stato un torneo professionistico di tennis giocato su campi in terra rossa e faceva parte dell'ATP Challenger Series. Si è giocata la sola edizione del 1997 a Guadalajara, in Messico.

## Albo d'oro

### Singolare
| Anno | Campione          | Finalista     | Punteggio     |
| ---- | ----------------- | ------------- | ------------- |
| 1997 | Younes El Aynaoui | Rogier Wassen | 6–4, 6–7, 6–4 |

### Doppio
| Anno | Campioni              | Finalisti                  | Punteggio |
| ---- | --------------------- | -------------------------- | --------- |
| 1997 | Nelson Aerts André Sá | Bobby Kokavec Marco Osorio | 7–6, 6–3  |